# Крис
Крис је у грчкој митологији био син Фока и Астеродије или Астерије.

## Митологија
Имао је брата близанца Панопеја, кога је мрзео и са којим се тукао још док су били у материци. Био је Антифатејин муж и Строфијев отац. Сматра се оснивачем Крисе у Фокиди.